# Brian McDermott (rugby à XIII)
Pour les articles homonymes, voir McDermott.

a Compétitions nationales et continentales officielles uniquement.

b Matchs officiels uniquement.
Brian McDermott, né le 16 mars 1970 à Wakefield (Angleterre), est un ancien joueur de rugby à XIII évoluant au poste de pilier reconverti entraîneur. En tant que joueur, il a été international anglais et britannique, et a remporté à plusieurs reprises la Super League avec le club de Braford. Après avoir pris sa retraite sportive, il devient l'entraîneur, tout d'abord des Harlequins de Leeds puis de Toronto.

## Carrière d'entraîneur

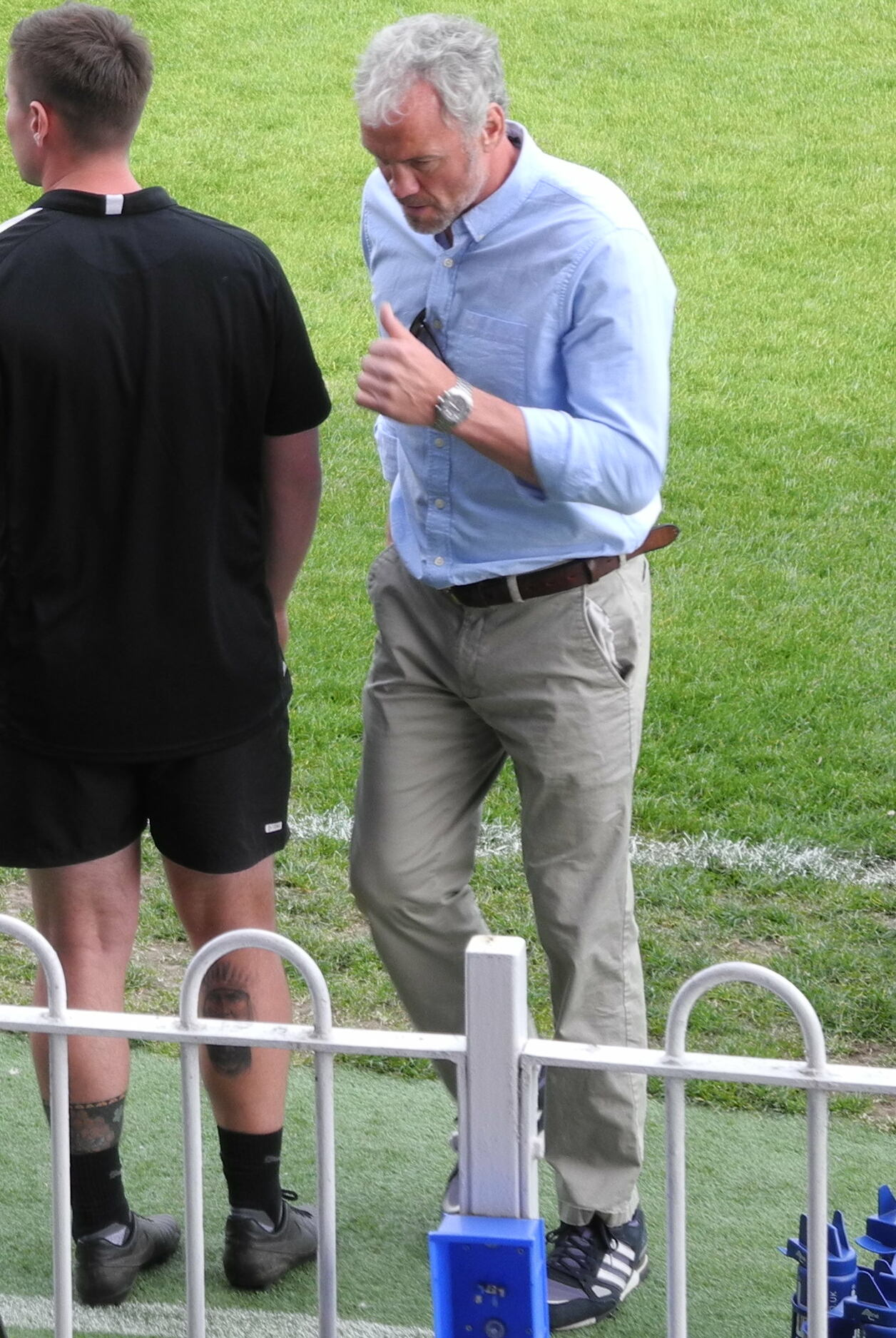
Brian McDermott Wolfpack de Toronto

Brian McDermott a intégré les staffs des clubs de Super League d'Huddersfield et de Leeds avant d'accepter de prendre en charge le club des Harlequins en juillet 2006, remplaçant Tony Rea. Il y reste quatre saisons.
McDermott quitte ensuite les Harlequins pour retourner à Leeds à la fin de la saison 2010. Le 25 octobre 2010, l'entraîneur de Leeds Brian McClennan démission, McDermott prend alors son poste avec un contrat de trois ans à la clé. Il guide le club à de nombreux succès avec un titre de World Club Challenge (2012), trois titre de Super League (2011, 2012 et 2015) et deux Coupes d'Angleterre (2014 et 2015), en comptant sur de talentueux joueurs tels que Kevin Sinfield, Rob Burrow, Danny McGuire, Zak Hardaker, Ryan Hall, Jamie Peacock, Kallum Watkins, Carl Ablett ou Adam Cuthbertson.
Au cours de la saison 2018, Brian McDermott est viré des Rhinos de Leeds à la suite d'une possible non-qualification pour le Super 8 et sept défaites d'affilée. Il déclare à cette occasion : « Je suis extrêmement déçu que cela soit arrivé et, de toute évidence, ce n’est pas une décision avec laquelle je suis d’accord. Je souhaite le meilleur au club et je vais soutenir l’équipe jusqu’à la fin de la saison ».

## Palmarès

### Palmarès de joueur
- World Club Challenge (2) :
  - Vainqueur : 2000 & 2003.
- Super League (3) :
  - Champion :1997, 2000 & 2003.
- Challenge Cup (2) :
  - Vainqueur : 2000 et 2003.

### Palmarès d'entraîneur
- World Club Challenge (1) :
  - Vainqueur : 2012.
  - Finaliste : 2013 & 2015.
- Super League (4) :
  - Champion :2011, 2012, 2015 et 2017.
- Challenge Cup (2) :
  - Vainqueur : 2014 et 2015.

### Statistiques d'entraîneur
| Championnat       | Équipe     | Phase régulière | Phase finale | Challenge Cup      |
| ----------------- | ---------- | --------------- | ------------ | ------------------ |
| Super League 2007 | Harlequins | 9e              | Non qualifié | Quart de finale    |
| Super League 2008 | Harlequins | 9e              | Non qualifié | Huitième de finale |
| Super League 2009 | Harlequins | 11e             | Non qualifié | Seizième de finale |
| Super League 2010 | Harlequins | 13e             | Non qualifié | Huitième de finale |
| Super League 2011 | Leeds      | 5e              | Champion     | Finale             |
| Super League 2012 | Leeds      | 5e              | Champion     | Finale             |
| Super League 2013 | Leeds      | 3e              | Finale       | Huitième de finale |
| Super League 2014 | Leeds      | 6e              | 1er tour     | Vainqueur          |
| Super League 2015 | Leeds      | 1re             | Champion     | Vainqueur          |
| Super League 2016 | Leeds      | 9e              | Non qualifié | Huitième de finale |
| Super League 2017 | Leeds      | 2e              | Champion     | Demi-finale        |
| Super League 2018 | Leeds      | 10e             | Non qualifié | Quart de finale    |
| Championship 2019 | Toronto    | 1er             | Champion     | Absent             |